# Jeunesse – Musikalische Jugend Österreichs

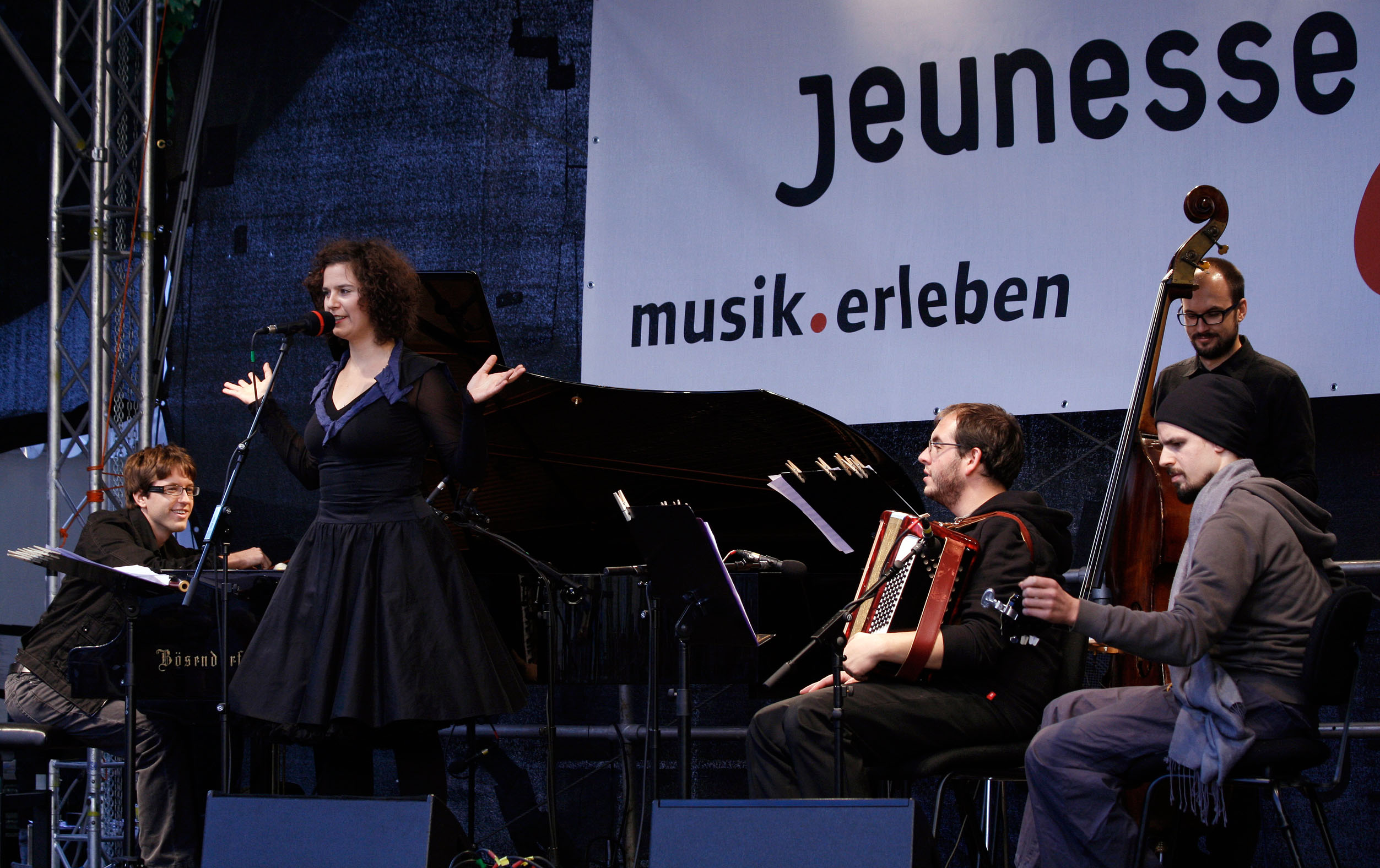
Die Maja Osojnik Band beim Jeunesse-Tag im MQ (60 Jahre Jeunesse), Wien 2009

Die Jeunesse – Musikalische Jugend Österreichs ist ein gemeinnütziger Verein und Teil des Musiknetzwerks Jeunesses Musicales International. Sie wurde nach dem Zweiten Weltkrieg als Non-Profit-Organisation gegründet.
Die Jeunesse engagiert sich in Österreich für die Förderung junger Künstlerinnen und Künstler.

## Leitung
- 1959–Jahr Franz Eckert (1931–2017) als Obmann

## Generalsekretäre
- Jahr–Jahr Joachim Lieben (1930–2008)

## Anerkennungen
- 1967 Dr.-Karl-Renner-Preis